# Jan Garewicz
Jan Garewicz (ur. 21 lipca 1921 w Łodzi, zm. 15 lutego 2002 w Warszawie) – historyk filozofii i idei, profesor dr hab. w Instytucie Filozofii i Socjologii PAN, tłumacz. Specjalizował się w dziejach filozofii niemieckiej. Przetłumaczył na język polski główne dzieło Artura Schopenhauera Świat jako wola i przedstawienie.
20 sierpnia 1980 roku podpisał apel 64 uczonych, pisarzy i publicystów do władz komunistycznych o podjęcie dialogu ze strajkującymi robotnikami.
Jego żoną była Hanna Buczyńska-Garewicz.

## Wybrane publikacje
- J. Garewicz, Rozdroża pesymizmu. Jednostka i społeczeństwo w koncepcji Artura Schopenhauera, Wyd. Zakład Narodowy im. Ossolińskich, Wrocław 1965.
- J. Garewicz, Między marzeniem a wiedzą. Początki myśli socjalistycznej w Niemczech, Wyd. Książka i Wiedza (seria Biblioteka Studiów nad Marksizmem), Warszawa 1975.
- J. Garewicz, Schopenhauer, Wyd. Wiedza Powszechna (seria Myśli i Ludzie), Warszawa 2000.